# Championship Manager 2011
Championship Manager 2011 es un videojuego de simulación de gestión de asociaciones de fútbol desarrollado por Beautiful Game Studios y publicado por Eidos Interactive. Fue lanzado para iOS el 14 de octubre de 2010.